# Kalcerrytus odontophorus
Kalcerrytus odontophorus är en spindelart som beskrevs av Ruiz, Brescovit 2003. Kalcerrytus odontophorus ingår i släktet Kalcerrytus och familjen hoppspindlar. Inga underarter finns listade i Catalogue of Life.